# Rakim
Rakim (født William Michael Griffin, Jr. den 28. januar 1968 i Wyandanch, Long Island, New York) er en amerikansk rapper.
Han er anerkendt som værende en af de personer som har haft størst indflydelse på hiphopmusikkens historie. Dette skyldes bl.a. et revolutionerende flow, detaljerede metaforer og hans gennemslående rimlevering.[kilde mangler]